# کوین کیرنز (بازیکن فوتبال)
کوین کیرنز (انگلیسی: Kevin Cairns; ۲۹ ژوئن ۱۹۳۷ – ۱۱ سپتامبر ۲۰۱۷) بازیکن فوتبال اهل بریتانیا بود.
از باشگاه‌هایی که در آن بازی کرده‌است می‌توان به باشگاه فوتبال ویگان اتلتیک، باشگاه فوتبال ساوتپورت، و باشگاه فوتبال داندی یونایتد اشاره کرد.